# Sin la sonrisa de Dios
Sin la sonrisa de Dios és una pel·lícula espanyola en blanc i negre del 1955 dirigida per Juli Salvador i Valls amb guió basat en una novel·la de José Antonio de la Loma i protagonitzada per Conrado San Martín. Està ambientada al barri del Raval de Barcelona.

## Sinopsi
Francisco Martín Segura, àlies "Piquín", forma part d'una banda del Raval de Barcelona, un barri marginal. És un noi conflictiu i buscaraons, raó per la qual és a punt de ser expulsat de l'escola. Tanmateix, tot canvia quan hi arriba un nou professor anomenat Ponce que hi vol aplicar noves tècniques d'ensenyament. Després de descobrir que en realitat els nois tenen bon cor, intenta oferir-los un entreteniment aprofitant la seva passió pel futbol. aleshores encarrega a Piquín que sigui el seu secretari i organitzi l'equip de l'escola.

## Repartiment
- Conrado San Martín	...	Ponce
- Pedro Porcel	...	Francisco
- Julia Caba Alba...	Encarregada d'Esperanza
- Olvido Rodríguez	...	Pepi
- Beni Deus	...	Miguel
- José Moratalla ... Piquín
- Rafael Bardem		...	Director del col·legi
- Nicolás D. Perchicot		...	Don Nicolás
- Ramon Martori i Bassets	...	Director acadèmia
- Jesús Colomer		...	Amic de Piquín
- José Rivelles		...	Julio
- José Manuel Pinillos ...	Vicente
- Enric Borràs	...	Cambrer

## Recepció
El guió de la pel·lícula va rebre un premi als Premis del Sindicat Nacional de l'Espectacle de 1954.